# Povodí Mississippi

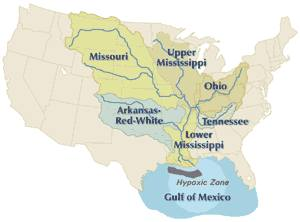
Mapa povodí Mississippi

Povodí Mississippi je povodí řeky 1. řádu a je součástí úmoří Mexického zálivu. Tvoří je oblast, ze které do řeky Mississippi přitéká voda buď přímo nebo prostřednictvím jejich přítoků. Jeho hranici tvoří rozvodí se sousedními povodími. Na západě je to povodí Rio Grande, povodí Colorada a Povodí Columbie, na severu povodí Nelsonu a povodí řeky svatého Vavřince, na východě povodí Susquehanny, povodí Savannah a také povodí menších přítoků Atlantského oceánu a na jihu povodí Alabamy a také povodí menších přítoků Mexického zálivu v Texasu. Nejvyšším bodem povodí je s nadmořskou výškou 4401 m Mount Elbert ve Skalnatých horách.

## Země v povodí
Povodí zasahuje na území 2 zemí, přičemž na USA připadá 3 176 500 km² a na Kanadu 49 800 km².